# Драфт новачків НХЛ 2011

Чергова церемонія драфту новачків НХЛ, 49-а за ліком, відбулася 24-25 червня 2011-го року в Сент-Полі на арені Ексел-Енерджі-центр, котра є домашнею ареною місцевих «дикунів».
Всього на драфті було названо прізвища 210 хокеїстів з 11 країн світу.
Під загальним першим номером було обрано уродженця Бернабі, гравця команди Ред-Дір Ребелс Райана Ньюджента-Гопкінса.

## Драфт-лотерея
Другий сезон поспіль право першого вибору на драфті новачків отримала команда Едмонтон Ойлерс.

## Рейтинг гравців
Центральне скаутське бюро НХЛ підготувало остаточні списки молодих хокеїстів. Рейтинги зіставлені для польових гравців та голкіперів, що виступають в Північній Америці та Європі відповідно.
| Рейтинг | Польові гравці з Півн. Америки | Польові гравці з Європи |
| ------- | ------------------------------ | ----------------------- |
| 1       | Райан Ньюджент-Гопкінс         | Адам Ларссон            |
| 2       | Габріель Ландескуг             | Міка Зібанеджад         |
| 3       | Джонатан Юбердо                | Юнас Бродін             |
| 4       | Дугі Гемілтон                  | Йоель Армія             |
| 5       | Нейтан Бульє                   | Дмитро Яшкін            |
| 6       | Шон Кутюр'є                    | Оскар Клефбом           |
| 7       | Свен Бертші                    | Мійкка Саломякі         |
| 8       | Райан Строум                   | Йоакім Нермарк          |
| 9       | Раян Мерфі                     | Маркус Ґранлунд         |
| 10      | Данкан Сіменс                  | Расмус Бенгтссон        |

| Рейтинг | Голкіпери з Півн. Америки | Голкіпери з Європи |
| ------- | ------------------------- | ------------------ |
| 1       | Джон Гібсон               | Саму Перхонен      |
| 2       | Крістофер Гібсон          | Маркус Геллберг    |
| 3       | Джордан Біннінгтон        | Ярослав Павелка    |
| 4       | Метт Макнілі              | Бенжамін Конц      |
| 5       | Стівен Міхалек            | Ларс Вольден       |

## Перший раунд

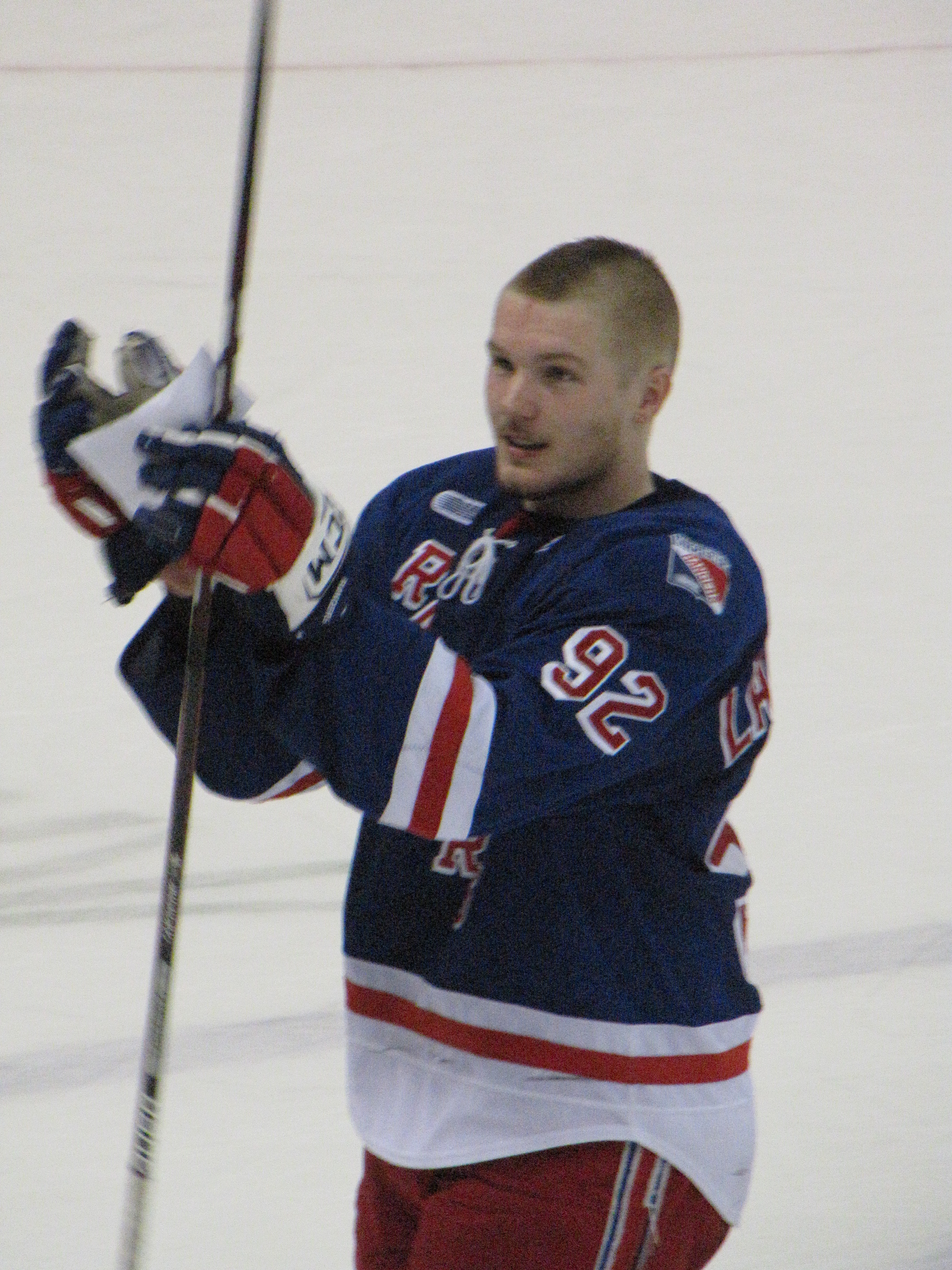
Габріель Ландескуг

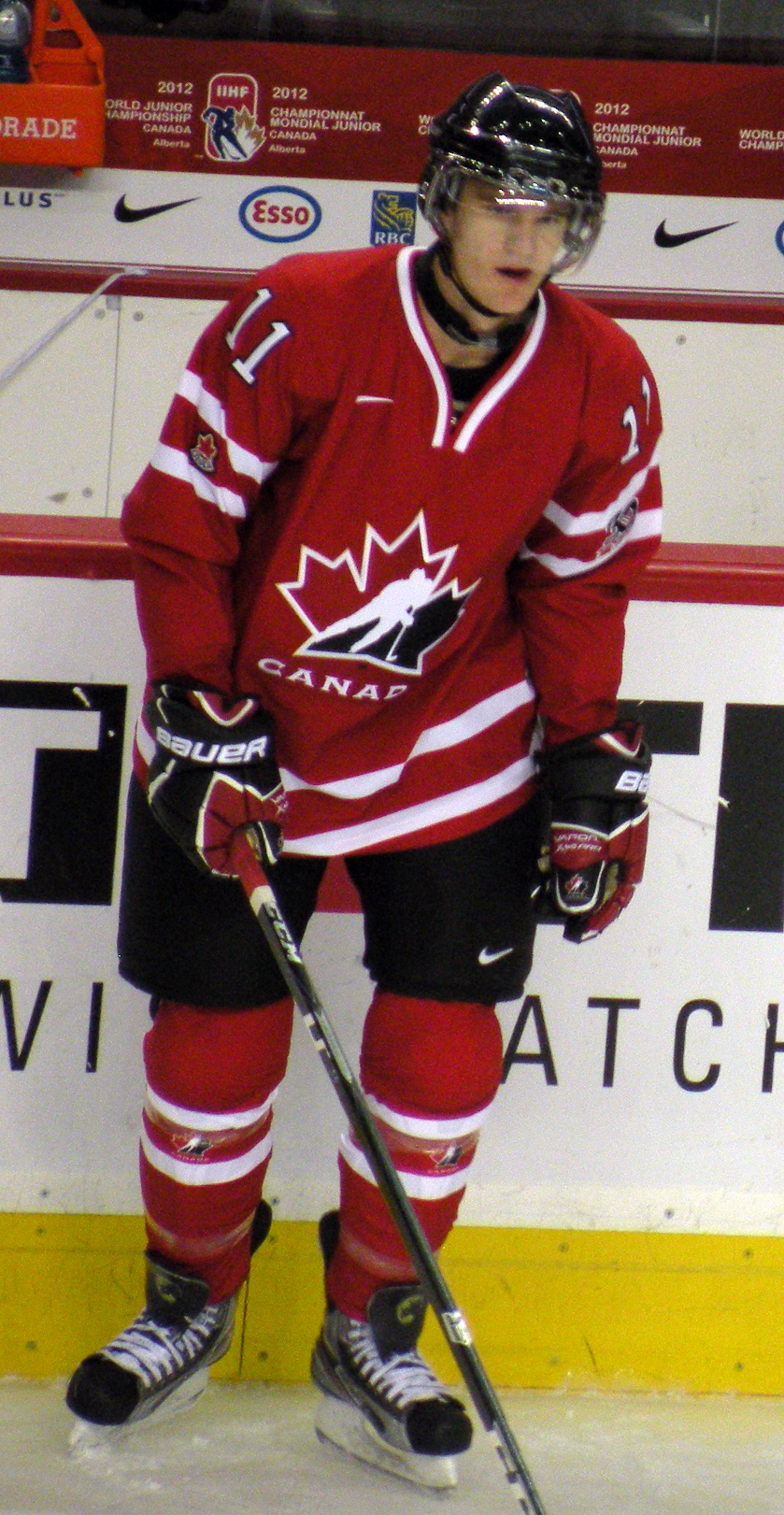
Джонатан Юбердо

| №  | Гравець (амплуа)           | Національність | Команда НХЛ                                | Попередня команда                  |
| -- | -------------------------- | -------------- | ------------------------------------------ | ---------------------------------- |
| 1  | Райан Ньюджент-Гопкінс (Ц) | Канада         | Едмонтон Ойлерс                            | Ред-Дір Ребелс (ЗХЛ)               |
| 2  | Габріель Ландескуг (П)     | Швеція         | Колорадо Аваланч                           | Кітченер Рейнджерс (ОХЛ)           |
| 3  | Джонатан Юбердо (Ц)        | Канада         | Флорида Пантерс                            | Сент-Джон Сі-Доґс ГЮХЛК            |
| 4  | Адам Ларссон (З)           | Швеція         | Нью-Джерсі Девілс                          | Шеллефтео АІК (ШХЛ)                |
| 5  | Райан Строум (Ц)           | Канада         | Нью-Йорк Айлендерс                         | Ніагара Аймдоґс (ОХЛ)              |
| 6  | Міка Зібанеджад (Ц)        | Швеція         | Оттава Сенаторс                            | Юргорден (ШХЛ)                     |
| 7  | Марк Шейфеле (Ц)           | Канада         | Вінніпег Джетс                             | Беррі Колтс (ОХЛ)                  |
| 8  | Шон Кутюр'є (Ц)            | Канада         | Філадельфія Флаєрс (від Коламбусу)1        | Драммонвіль Волтіжерс (ГЮХЛК)      |
| 9  | Дугі Гемілтон (З)          | Канада         | Бостон Брюїнс (від Торонто)2               | Ніагара Айсдоґс (ОХЛ)              |
| 10 | Юнас Бродін (З)            | Швеція         | Міннесота Вайлд                            | Фер'єстад (ШХЛ)                    |
| 11 | Данкан Сіменс (З)          | Канада         | Колорадо Аваланч від (Сент-Луїсу)3         | Саскатун Блейдс (ЗХЛ)              |
| 12 | Райан Мерфі (З)            | Канада         | Кароліна Гаррікейнс                        | Кітченер Рейнджерс (ОХЛ)           |
| 13 | Свен Бертші (Л)            | Швейцарія      | Калгарі Флеймс                             | Портленд Вінтергокс (ЗХЛ)          |
| 14 | Джеймі Олексяк (З)         | Канада         | Даллас Старс                               | Північносхідний Університет        |
| 15 | Джей Ті Міллер (Л)         | США            | Нью-Йорк Рейнджерс                         | USNDTP (ХЛСШ)                      |
| 16 | Йоел Арміа (Ф)             | Фінляндія      | Баффало Сейбрс                             | Ессят (СМ-ліга)                    |
| 17 | Нейтан Бульє (З)           | Канада         | Монреаль Канадієнс                         | Сент-Джон Сі-Доґс (ГЮХЛК)          |
| 18 | Марк Макнілл (Ц)           | Канада         | Чикаго Блекгокс                            | Принс-Альберт Рейдерс (ЗХЛ)        |
| 19 | Оскар Клефбом (З)          | Швеція         | Едмонтон Ойлерс (від Лос-Анджелесу)4       | Фер'єстад (ШХЛ)                    |
| 20 | Коннор Мерфі (З)           | США            | Фінікс Койотс                              | USNDTP (ХЛСШ)                      |
| 21 | Стефан Ноесен (П)          | США            | Оттава Сенаторс (від Нешвілла)5            | Плімус Вейлерс (ОХЛ)               |
| 22 | Тайлер Біґґс (П)           | США            | Торонто Мейпл-Ліфс (від Анагайму)6         | USNDTP (ХЛСШ)                      |
| 23 | Джо Морроу (З)             | Канада         | Піттсбург Пінгвінс                         | Портленд Вінтергокс (ЗХЛ)          |
| 24 | Метт Пумпел (Л)            | Канада         | Оттава Сенаторс (від Детройту)7            | Пітерборо Пітс (ОХЛ)               |
| 25 | Стюарт Персі (З)           | Канада         | Торонто Мейпл-Ліфс (від Філадельфії)8      | Міссісога Сент-Майкл Меджорс (ОХЛ) |
| 26 | Філіп Дано (Ц)             | Канада         | Чикаго Блекгокс (від Вашингтону)9          | Вікторіявіль Тайґерс (ГЮХЛК)       |
| 27 | Владислав Наместников (Ц)  | Росія          | Тампа-Бей Лайтнінг                         | Лондон Найтс (ОХЛ)                 |
| 28 | Зак Філлапс (Ц)            | Канада         | Міннесота Вайлд (від Сан-Хосе)10           | Сент-Джон Сі-Доґс (ГЮХЛК)          |
| 29 | Ніклас Йенсен (П)          | Данія          | Ванкувер Канакс                            | Ошава Дженералс (ОХЛ)              |
| 30 | Ріккард Ракелль (Ц)        | Швеція         | Анагайм Дакс (від Бостона через Торонто)11 | Плімут Вейлерс (ОХЛ)               |

## Інші раунди
| №   | Гравець (амплуа)         | Національність | Команда НХЛ          | Попередня команда             |
| --- | ------------------------ | -------------- | -------------------- | ----------------------------- |
| 33  | Рокко Грімальді (ПН)     | США            | Флорида Пантерс      | США U18 (ХЛСШ)                |
| 35  | Томаш Юрчо (ПН)          | Словаччина     | Детройт Ред-Вінгс    | Сент-Джон Сі-Догс (ГЮХЛК)     |
| 54  | Скотт Гаррінгтон (З)     | Канада         | Піттсбург Пінгвінс   | Лондон Найтс (ОХЛ)            |
| 64  | Вінсент Трочек (ЦН)      | США            | Флорида Пантерс      | Сегіно Спіріт (ОХЛ)           |
| 66  | Томас Джозеф Тайнен (ПН) | США            | Колумбус Блю-Джекетс | Університет Нотр-Дам (НКАА)   |
| 77  | Даніель Катенначі (ЦН)   | Канада         | Баффало Сейбрс       | Су Сейнт Мері Грейхаунд (ОХЛ) |
| 86  | Джош Лейво (ЛН)          | Канада         | Торонто Мейпл-Ліфс   | Садбері Вулвс (ОХЛ)           |
| 88  | Джордан Біннінгтон (В)   | Канада         | Сент-Луїс Блюз       | Оуен-Саунд Аттак (ОХЛ)        |
| 103 | Грегорі Гофманн (ЦН)     | Швейцарія      | Кароліна Гаррікейнс  | Дюбюк Файтінг Сейнтс (ХЛСШ)   |
| 104 | Джонні Годро (ЛН)        | США            | Калгарі Флеймс       | Амбрі-Піотта (НЛА)            |
| 114 | Тобіас Рідер (ПН)        | Німеччина      | Едмонтон Ойлерс      | Кіченер Рейнджерс (ОХЛ)       |
| 117 | Стеффен Себерг (ВР)      | Норвегія       | Вашингтон Кепіталс   | Манглеруд Стар (ГЕТ-Ліга)     |
| 118 | Марцель Небельс (ЦН)     | Німеччина      | Філадельфія Флаєрс   | Крефельдські Пінгвіни (ДХЛ)   |
| 150 | Френк Коррадо (З)        | Канада         | Ванкувер Канакс      | Садбері Вулвс (ХЛО)           |
| 174 | Джош Арчібальд (КН)      | США            | Піттсбург Пінгвінс   | Старша школа Брейнерда (USHS) |
| 166 | Данило Собченко (Ц)      | Росія          | Сан-Хосе Шаркс       | «Локомотив» (Ярославль) (КХЛ) |
| 209 | Скотт Вілсон (Ц)         | Канада         | Піттсбург Пінгвінс   | «Джордтаун Рейдерс» (МХЛО)    |
| 210 | Генрік Теммернес (З)     | Швеція         | Ванкувер Канакс      | «Фрелунда» (Елітсерія)        |

1. «Філадельфія» отримала даний вибір у результаті обміну від 23 червня 2011 року, в котрому права на Джеффа Картера перейшли «Коламбусу» в обмін на Якуба Ворачека, вибір у 3-му раунді драфту-2011 та даний вибір.
2. «Бостон» отримав даний вибір у результаті обміну Філа Кессела в «Торонто» за 1-ий та 2-ий раунди драфту-2010 та даний вибір.
3. «Колорадо» отримало даний вибір у результаті обміну від 19 лютого 2011-го, в котрому права на Кевіна Шаттенкірка, Кріса Стюарта та умовний вибір у 2-му раунді перейшли «Сент-Луїсу» в обмін на Еріка Джонсона, Джея Макклемента та даний вибір, котрий на момент угоди був умовним.
4. «Едмонтон» отримав даний вибір у результаті обміну Дастіна Пеннера в «Лос-Анджелес» за права на Колтена Тюбо, умовний вибір в 3-му раунді драфту-2012 та цей вибір.
5. «Оттава» віддала права на Майка Фішера «Нешвіллу» в обмін на умовний вибір на драфті-2012 та даний вибір.
6. «Торонто» отримало даний вибір віддавши «Анагайму» два своїх вибори: у першому (№30) та другому (№39) раундах драфту-2011.
7. «Оттава» отримала даний вибір віддавши «Детройту» два своїх вибори у другому (№35 та № 48) раунді драфту-2011.
Раніше «Оттава» здобула вибір у другому раунді драфту-2011 здійснивши обмін з «Чикаго», у результаті якого чикагці отримали Кріса Кемполі та умовний вибір у сьомому раунді драфту-2012. Натомість до складу Оттави перейшов Райан Потульни та вибір у 2-му раунді драфту-2011.
8. «Торонто» обміняв Кріса Верстіґа у «Філадельфію» на вибір у 3-му раунді драфта-2011 та цей вибір.
9. «Чикаго» виміняло даний вибір віддавши «Вашингтону» права на Троя Браувера.
10. «Міннесота» отримала даний вибір відправивши Бретта Бернса та вибір у 2-му раунді драфту-2012 у «Сан-Хосе», отримавши натомість права на Дейвіна Сетоґучі, Чарлі Койла та цей вибір.
11. «Анагайм» отримав даний вибір у результаті обміну з «Торонто», в якому «Дакс» віддавши свій перший раунд (№22), отримали вибір у другому (№39) раунді драфту-2011 та цей вибір.
Раніше «Торонто» віддали права на Томаша Каберле «Бостону», отримавши натомість права на Джо Колборна, умовний вибір у 2-му раунді драфта-2012 та даний вибір.